# إيكر إيتوربيه
إيكر إيتوربيه (بالإسبانية: Iker Iturbe)‏ مواليد 10 يوليو 1976، هو لاعب كرة سلة إسباني سابق بدأ مسيرته الاحترافية في سنة 1998. اعتزل اللعب في 2010 بسبب الإصابة.

## روابط خارجية
- إيكر إيتوربيه على موقع الاتحاد الدولي لكرة السلة (الإنجليزية)
- إيكر إيتوربيه على موقع الدوري الإسباني لكرة السلة (الإسبانية)
- إيكر إيتوربيه على موقع كرة السلة الأوروبية.كوم (الإنجليزية)
- إيكر إيتوربيه على موقع كلية كرة السلة في سبورتس رفرنس.كوم (الإنجليزية)
- إيكر إيتوربيه على موقع ريلجم (الإنجليزية)
- إيكر إيتوربيه على موقع بروبوليرز (الإنجليزية)
- إيكر إيتوربيه على موقع سبورتس رفرنس (الإنجليزية)
- إيكر إيتوربيه على موقع أوليمبيديا (الإنجليزية)